# Jakob Höppner
Jakob Höppner (* 3. Januar 1748 in Danzig, Westpreußen; † 4. März 1826 in Chortyzja, Ukraine) war einer der Delegierten, der zusammen mit Johann Bartsch im Auftrag der westpreußischen Mennoniten in Russland nach neuen Siedlungsräumen suchte. Sie führten ihre Aufgabe unter schwierigen Umständen durch.

## Leben
Die Situation der Mennoniten im Westpreußen hatte sich stark verschlechtert. Im Zuge der Ersten Teilung Polens 1772 fielen ihre Siedlungsgebiete an Preußen. In mehreren Edikten wurden ihnen Landerwerb verboten und weitere Restriktionen auferlegt. 
Bereits am 22. Juli 1763 hatte die deutschstämmige Zarin Katharina die Große ein Manifest herausgegeben, das neuen Ansiedlern Land und  Religionsfreiheit zusagte.
1786 lud der Abgesandte Georg von Trappe im Auftrag der Zarin die Mennoniten ein, sich in Südrussland anzusiedeln. Daraufhin wurden Johann Bartsch und Jakob Höppner ausgesandt, um neue Siedlungsgebiete für die auswanderungswilligen Mennoniten zu suchen. Vor ihrer Abreise gab es Schwierigkeiten mit dem Danziger Rat, der die Abwanderung verhindern wollte. Trotzdem reisten Höppner und Bartsch als Abgesandte der russischen Regierung nach Russland, wo sie auch den Fürsten Potemkin und die Zarin persönlich trafen. Sie entschieden sich für ein fruchtbares Siedlungsgebiet bei Berislaw.
Auf ihr Betreiben hin wanderten 1789 228 arme Familien mit Pferdekarren, und später auch auf Lastkähnen, auf einer beschwerlichen Reise nach Südrussland (die heutige Ukraine) aus. Doch anstatt ihr ursprüngliches Siedlungsgebiet zu bekommen, verfügte der Fürst Potemkin, nach dem auch der Begriff Potemkinsche Dörfer benannt wurde, dass sich die Mennoniten an der Insel Chortyzja am Fluss Dnepr niederlassen sollten. Dieses Gebiet befand sich im Besitz des Fürsten und es können durchaus persönliche Motive dafür angenommen werden. Jedenfalls war dieses Gebiet kein Vergleich zu dem versprochenen Land, woraufhin sich der Groll der Neusiedler an Höppner und Bartsch entlud.
Sie bekamen wenig Dank für ihre Bemühungen. Jakob Höppner wurde sogar von der russischen Regierung wegen angeblicher Unterschlagung von Kapital ins Gefängnis geworfen und nach Sibirien verbannt. Ein Jahr später durfte er zurückkehren.
Höppner siedelte sich auf der Insel Chortitza an, wo er mit seiner Familie am mennonitischen Leben aktiv teilnahm. Als er dort starb, wurde er nicht auf dem Friedhof, sondern auf seinen Wunsch hin auf  seinem eigenen Land bestattet, weil die Menschen ihn so schlecht behandelt hatten. 1889 wurde ihm zu Ehren ein Denkmal auf seinem Grab errichtet. Dieses Denkmal befindet sich heute im Freilichtmuseum Mennonite Heritage Village in Steinbach (Manitoba), Kanada.